# مغامرات سميد
مغامرات سميد هو مسلسل أنمي أو رسوم متحركة ياباني من إنتاج شركة طوكيو موفي شينشا عام 1985. عرضت حلقات المسلسل، والمتألفة من 78 حلقة، لأول مرة في اليابان من 2 أبريل 1985 إلى 4 فبراير 1986. تم دبلجة 39 حلقة فقط .

## القصة
تدور أحداث المسلسل حول المواقف التي تمر بها مجموعة من الأطفال مع صديقهم المسمى «سميد» وهو مخلوق غريب الشكل لونه أصفر ويرتدي قبعة زرقاء. في كل حلقة يتمنى الأطفال أمنية، ويردد جملة يقول بها (( يا خيال يا خيال، يا مبعث الجمال، يا مبهج الأطفال، يا نور ياظلال)) فيحققها لهم سميد، ويجعلهم يعيشونها بحلوها ومرها، لكنها سرعان ما تختفي ويعود كل شيء إلى طبيعته مع غروب الشمس.

## الشخصيات
- سميد
- سيل
- هاري
- جين
- روبر

## الأصوات العربية
- مديرية الحوك
- مديرية الجوبة
- مديرية مدينة حجة
- مديرية الخبت
- مديرية الصومعة

بالاشتراك مع :
- مديرية المكلا
- مديرية خب والشعف

## وصلات خارجية
- مغامرات سميد على موقع IMDb (الإنجليزية)
- مغامرات سميد على موقع كينوبويسك (الروسية)
- مغامرات سميد على موقع ألو سيني (الفرنسية)
- مغامرات سميد على موقع قاعدة بيانات الفيلم (الإنجليزية)
- مغامرات سميد على موقع ANN anime (الإنجليزية)

 (بالإنجليزية)